# Mert Müldür
Mert Müldür, né le 3 avril 1999 à Vienne en Autriche, est un footballeur international turc qui évolue au poste d'arrière droit au Fenerbahçe SK.

## Biographie

### Rapid Vienne
Né à Vienne en Autriche, Mert Müldür commence le football dans l'un des clubs de sa ville natale, le Rapid Vienne, qu'il rejoint en 2006. Faisant toutes ses classes dans ce club, il est lancé chez les professionnels le 13 mai 2018, face au Red Bull Salzbourg, à l'occasion d'une rencontre de Bundesliga. Il est titularisé au poste de défenseur central ce jour-là, et son équipe est battue sur le score de quatre buts à un. Il gagne une place de titulaire en équipe première lors de la saison 2018-2019, où il découvre également la Ligue Europa. C'est d'ailleurs dans cette compétition qu'il inscrit son premier but en professionnel, le 29 novembre 2018, lors de la phase de groupe face au Spartak Moscou. Son but permet à son équipe d'égaliser, et le Rapid Vienne finit par l'emporter par deux buts à un.

### US Sassuolo
Le 20 août 2019, Mert Müldür s'engage en faveur de l'US Sassuolo pour cinq saisons. Il joue son premier match sous ses nouvelles couleurs le 25 août 2019, lors de la première journée de la saison 2019-2020 de Serie A face au Torino FC. Il entre à la place de Jeremy Toljan ce jour-là, et son équipe est battue sur le score de deux buts à un.

### Fenerbahçe SK
Le 2 août 2023, Mert Müldür rejoint la Turquie afin de s'engager en faveur du Fenerbahçe SK. Il signe un contrat de quatre ans, soit jusqu'en juin 2027.

### En sélection
Né en Autriche de parents turcs (son père est originaire de Bingöl et sa mère de Yozgat), Müldür a le choix de jouer pour l'une de ces deux nations, mais il décide de défendre les couleurs de la seconde.
Il participe aux éliminatoires du championnat d'Europe des moins de 17 ans en 2016, puis aux éliminatoires du championnat d'Europe des moins de 19 ans en 2017.
Avec les espoirs, il inscrit deux buts lors de l'année 2019, contre l'Albanie et l'Angleterre. Ces deux rencontres rentrent dans le cadre des éliminatoires de l'Euro espoirs 2021.
Mert Müldür honore sa première sélection avec l'équipe de Turquie A le 11 octobre 2018, lors d'un match amical face à la Bosnie-Herzégovine. Il joue seulement quatre minutes lors de cette rencontre, qui se solde par un score nul et vierge. Neuf jours plus tard, il se voit titularisé pour la première fois, lors d'une rencontre amicale face à l'Ukraine. Il joue 85 minutes lors de ce match, qui se solde à nouveau par un 0-0.
En juin 2021, il est retenu dans la liste des 26 joueurs turcs pour disputer l'Euro 2020.
Müldür inscrit son premier but avec la sélection turque le 13 novembre 2021, contre Gibraltar. Il entre en jeu ce jour-là et participe à la victoire de son équipe par six buts à zéro.
Le 7 juin 2024, il figure dans la liste définitive des 26 joueurs sélectionnés par Vincenzo Montella pour disputer  l'Euro 2024. Le 18 juin, lors du premier match de poules face à la Géorgie il inscrit le premier but de la rencontre sur une reprise de volée se logeant dans la lucarne de Giorgi Mamardashvili. Ce but permettra à la Turquie de s'imposer sur le score final de 3-1.  